# Karel Ooms

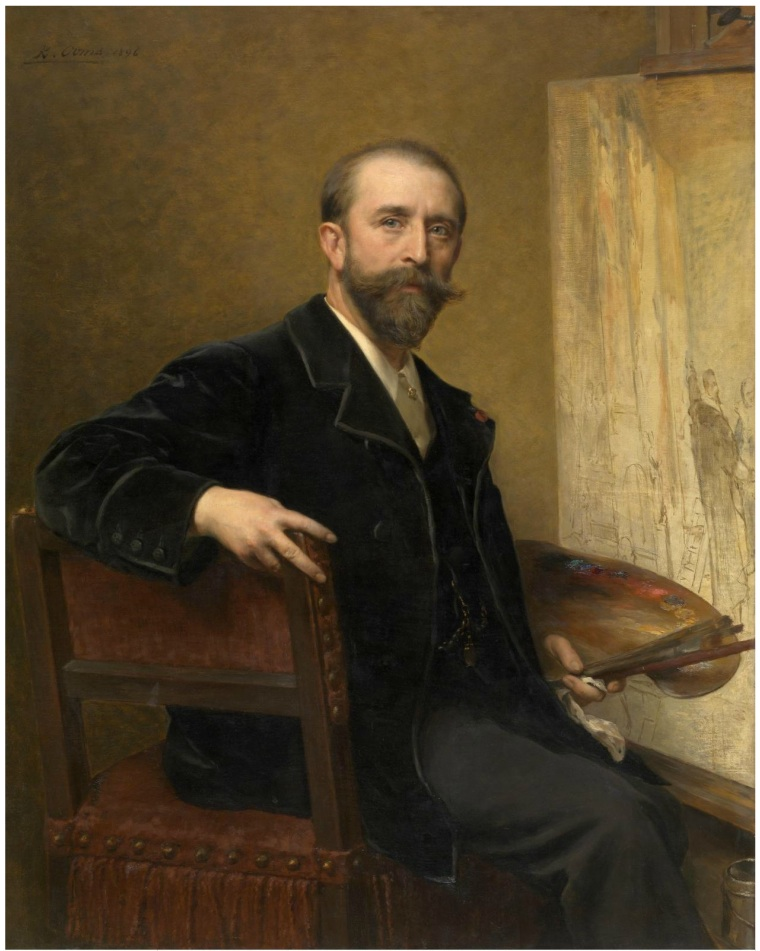
Selbstporträt

Karel Ooms (* 27. Januar 1845 in Dessel, Provinz Antwerpen; † 18. März 1900 in Cannes) war ein belgischer Maler.

## Leben
Ooms begann 1857 seine künstlerischen Studien bei der Antwerpener Akademie. Dort blieb er bis 1865 Schüler. Seine  künstlerischen Studien vollendete er im Atelier Nicaise de Keysers, des damaligen Direktors. 1870 trug er den zweiten römischen Preis davon und bildete sich dann auf längeren Reisen durch Holland, England, Deutschland und Italien. Er gehört zu den tüchtigsten Historien- und Porträtmalern der jüngeren Generation in Belgien.

## Werke

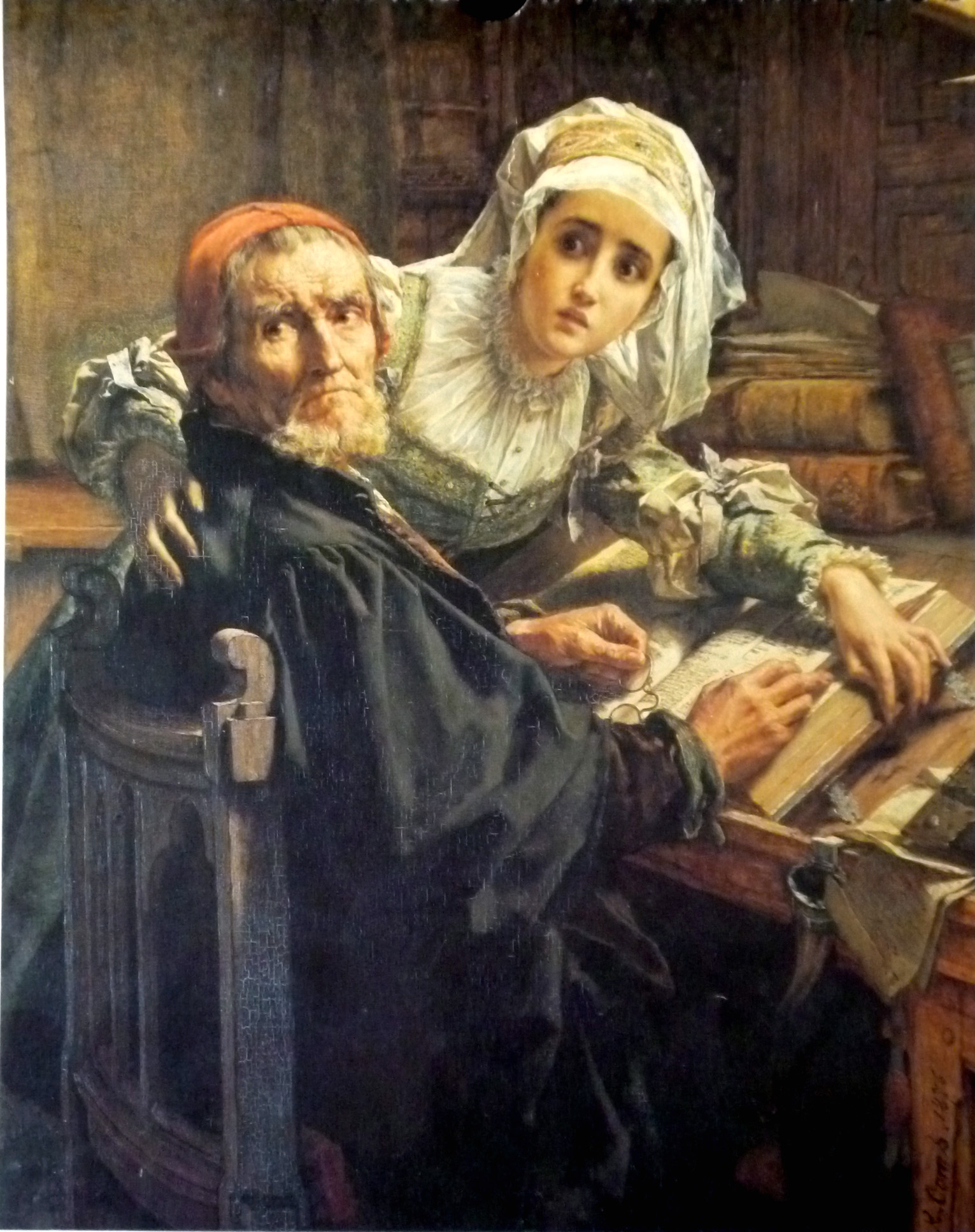
Die verbotene Lektüre
(1876)

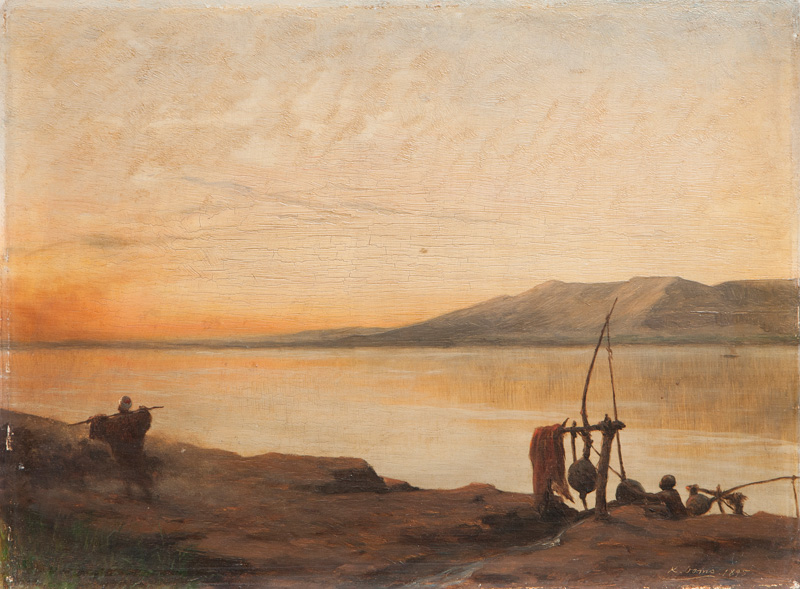
Am Nil
(zwischen 1865 und 1900)

Karel Ooms arbeitete in verschiedenen Genres, darunter Porträtmalerei, Historienmalerei, Landschaftsmalerei und Genremalerei. Heute ist er vor allem für seine orientalistischen und Genrebilder und Porträts bekannt.
Porträts machen etwa ein Drittel von Ooms' bekannter Produktion von 220 Werken aus. Die Modelle für seine Porträts stammten hauptsächlich aus dem wohlhabenden Bürgertum Antwerpens und der Campine. Sein Selbstbildnis von 1896 zeigt den Künstler, wie er seine Palette hält. Die Farben auf der Palette zeigen seine Vorliebe für erdige Pigmente, was typisch für Künstler wie ihn war, die in akademischer Tradition arbeiteten.
Seine Karriere erhielt Auftrieb durch den Erfolg seines 1876 entstandenen Geschichts-/Genrebildes mit dem Titel „Die verbotene Lektüre“ (Königliche Museen der Schönen Künste Belgiens). Dieses Gemälde zeigt die historische Szene eines alten Mannes und einer jungen Frau, die sich über die Heilige Schrift beugen. Das Paar blickt in spürbarer Besorgnis oder Beunruhigung über die Schulter des alten Mannes auf etwas außerhalb des Bildes. Die Szene spielt wahrscheinlich im 16. oder 17. Jahrhundert, als Protestanten unter anderem wegen ihrer Praxis des Bibellesens in der Sprache des Volks verfolgt wurden, eine Praxis, die damals von der katholischen Kirche verboten war. Einer der Gründe für den Erfolg von Ooms Bild war, dass die Situation der kleinen Minderheit der Protestanten im katholischen Belgien des späten 19. Jahrhunderts als parallel zu ihrer Situation im 16. Jahrhundert gesehen wurde. Das Original des Gemäldes wurde sofort vom belgischen Staat erworben. Ooms fertigte 1885 eine verkleinerte Kopie des Werkes an, vermutlich für seinen eigenen Gebrauch. Die Komposition wurde auch von anderen Malern kopiert, um sie in protestantischen religiösen Stätten und Häusern auszustellen, und wurde auch durch Drucke in Umlauf gebracht. Die Komposition zeigt Ooms Hauptinteresse an der Porträtmalerei, da die Gesichter der beiden Figuren im Zentrum der Komposition stehen und deutlich in lebhafteren Farben und Details gemalt sind. Ein Gemälde mit einem ähnlichen Thema religiöser Verfolgung ist „Die Juden im Mittelalter“ (1890, Königliches Museum der Schönen Künste Antwerpen), das sich mit der Judenverfolgung befasst.
Ooms malte noch viele weitere Historienbilder, die sein Interesse an der Geschichte seines Landes im 16. Jahrhundert zeigten.
Inspiriert von seinen Reisen in den Nahen Osten malte Karel Ooms zahlreiche orientalistische Kompositionen. Ein Teil davon sind Landschaften, die er direkt vor Ort malte. Dazu gehören Werke wie „Am Nil“ und „Ansicht von Jericho“. Andere stellen Tänzer und öffentliche Feste dar. Karel Ooms malte darüber hinaus einige Werke wie „Träumen im Harem“, die das zeitgenössische Interesse am Thema Harem und der Odaliske im Orientalismus widerspiegeln. Eines seiner orientalistischen Werke – das Porträt einer ägyptischen Frau mit dem Titel „Die Frau von Kairo“ – ist Teil der Sammlung Shafik Gabr in Kairo.
Unter seinen bekannteren Bildern sind zu nennen:
- Philipp II. erweist seinem Bruder Don Juan d’Austria die letzte Ehre (Museum zu Antwerpen),
- Die verbotene Lektüre, ein Protestant zur Zeit der Verfolgung mit seiner Tochter die Bibel lesend (Museum zu Brüssel),
- Gerichtliche Untersuchung in der Druckerei Plantins zu Antwerpen
- Der sterbende Herzog Alba
- Blick auf Jericho
- Träumen im Harem
- Am Nil